# 112798 Келіндсей
112798 Келіндсей (112798 Kelindsey) — астероїд головного поясу, відкритий 8 серпня 2002 року.
Тіссеранів параметр щодо Юпітера — 3,268.